# Marlen Chow
Marlen Chow es una feminista y socióloga nicaragüense.

## Infancia  y educación
Marlen Auxiliadora Chow Cruz nació el 1 de mayo de  1949 en Alamikamba, Prinzapolka, en la costa norte del Caribe, de madre nicaragüense y padre chino. Fue bautizada como Egda Rosa, pero a su padre le resultó difícil pronunciar el nombre, por lo que sus padres lo cambiaron a Marlen como una versión de Mayling. Cuando era niña, quería ser piloto o monja misionera.
Chow asistió a la Universidad Nacional Autónoma de Nicaragua en León, donde estudió economía y se involucró por primera vez en el activismo, participando en la promoción de ayuda estudiantil.
Durante la Revolución Nicaragüense, fue guerrillera del Frente Sandinista de Liberación Nacional (FSLN). Tras la caída de la dictadura de Somoza, a principios de los años 1980 fue directora de la sección de bellas artes del Ministerio de Cultura en el gobierno del FSLN, donde destacó la diversidad de prácticas estéticas, diciendo: “El proceso revolucionario no exige un tema unificado. Existen diversos estilos.”
Chow tiene una maestría en salud pública.

## Actividad política
Chow es parte del Movimiento Autónomo de Mujeres (MAM) y crítica del presidente Daniel Ortega. En 2008, su casa fue asaltada y le robaron su computadora y se alteraron libros y documentos sobre temas feministas y grupos de oposición, pero otros libros y objetos de valor, como televisores y cámaras, no fueron tocados, lo que la llevó a considerarlo como un acto de intimidación.
Durante las protestas nicaragüenses iniciadas en abril de 2018, Chow fue arrestada por el FSLN en octubre y se identificó, por impulso, como parte del “Pico Rojo”, que significa pintalabios, recordando a la poeta Claribel Alegría, quien una vez fundó la Asociación de Mujeres Nicaragüenses Pico Rojo. El lápiz labial rojo se convirtió en un símbolo de protesta y tanto hombres como mujeres publicaron fotografías de ellos mismos usando lápiz labial rojo con el hashtag #SoyPicoRojo.